# Orchymontia laminifera
Orchymontia laminifera är en skalbaggsart som beskrevs av Ron Garth Ordish 1984. Orchymontia laminifera ingår i släktet Orchymontia och familjen vattenbrynsbaggar. Inga underarter finns listade i Catalogue of Life.